# مقصدهای پروازی شرکت هواپیمایی آورورا
آورورا (شرکت هواپیمایی) به مقصدهای زیر پرواز انجام می‌دهد (مارس ۲۰۱۴):

## داخلی

### ناحیه فدرالی خاور دور
سرزمین خاباروفسک
- خاباروفسک – فرودگاه خاباروفسک ناوی قطب

سرزمین پریمورسکی
- ولادی‌وستوک – فرودگاه بین‌المللی ولادی‌وستوک قطب

استان ساخالین
- یوژنو-ساخالینسک – فرودگاه یوژنو-ساخالینسک قطب

## بین‌المللی

### آسیا
- توکیو – فرودگاه بین‌المللی ناریتا[۲]

## بین‌المللی

### آسیا
هنگ کنگ
- هنگ کنگ – فرودگاه بین‌المللی هنگ‌کنگ

جمهوری خلق چین
- هاربین – فرودگاه بین‌المللی هاربین تایپینگ
- مودانجیانگ – فرودگاه مودانجیانگ هایلانگ[۳]

ژاپن
- ساپورو – فرودگاه نیو چیتوز

کره جنوبی
- بوسان – فرودگاه بین‌المللی گیمهی
- سئول – فرودگاه بین‌المللی اینچن

## داخلی

### ناحیه فدرالی خاور دور
استان آمور
- بلاگووشچنسک – فرودگاه ایگناتیوا

سرزمین کامچاتکا
- پتروپاولوفسک-کامچاتسکیی – فرودگاه پتروپاولوفسک/سیبون

استان ایرکوتسک
- ایرکوتسک – فرودگاه بین‌المللی ایرکوتسک

سرزمین کراسنویارسک
- کراسنویارسک – فرودگاه یملیانو

استان ماگادان
- ماگادان – فرودگاه سوکول

استان نووسیبیرسک
- نووسیبیرسک – فرودگاه تولمچوا

استان ساخالین
- کوریلسک – فرودگاه بوروستنیک
- اوخا، روسیه – فرودگاه اوخا
- شاختیرسک – فرودگاه شاختیرسک
- Yuzhno-Kurilsk – Yuzhno-Kurilsk Mendeleyevo Airport